# لنكران (سفينة)

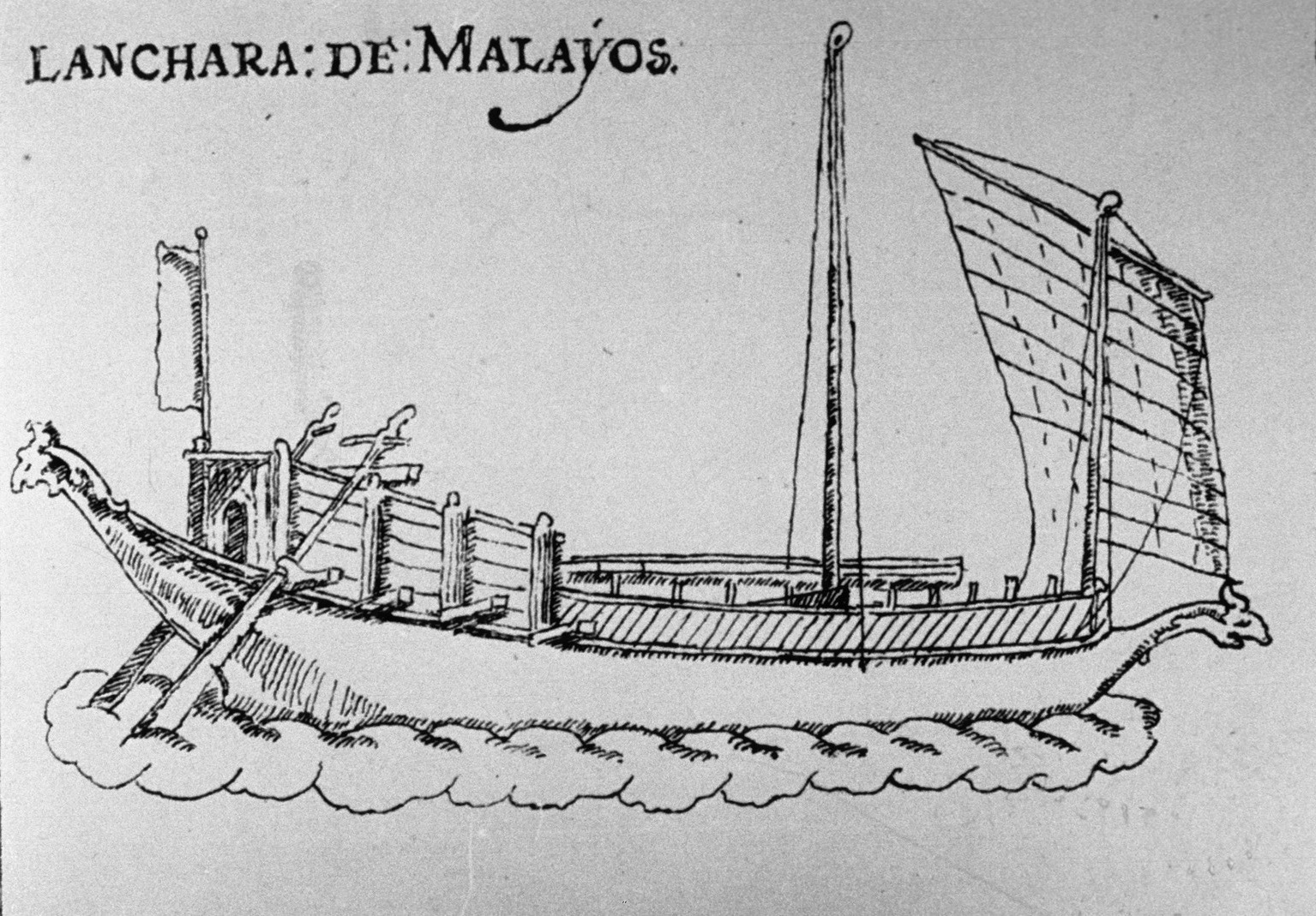
لنجرة

لنكران أو لنجرة هو نوع من السفن الشراعية المستخدمة في جنوب شرق آسي البحري. على الرغم من تشابه شكلها مع القوادس المتوسطية إلا أن اللَّنكران كان العمود الفقري للأسطول الإقليمي للنصف الغربي من نسنطرة قبل ظهور تأثير البحر الأبيض المتوسط.:151